# Atoconeura kenya
Atoconeura kenya е вид водно конче от семейство Libellulidae. Видът не е застрашен от изчезване.

## Разпространение
Разпространен е в Кения, Танзания, Уганда и Южен Судан.